# 1983-as magyar öttusabajnokság
Az 1983-as magyar öttusabajnokságot szeptember 3. és 6. között rendezték meg. A viadalt Fábián László nyerte meg, akinek ez volt az első, egyben első egyéni bajnoki címe. A csapatversenyt, amit az egyéni versenytől külön rendeztek meg, az Újpesti Dózsa nyerte.

## Eredmények

### Férfiak

#### Egyéni
| Hely | Név              | Klub                  | Eredmény |
| ---- | ---------------- | --------------------- | -------- |
| 1.   | Fábián László    | Bp. Honvéd            | 5503     |
| 2.   | Pajor Gábor      | Csepel SC             | 5450     |
| 3.   | Császári Attila  | Bp. Honvéd            | 5436     |
| 4.   | Mizsér Attila    | Újpesti Dózsa         | 5390     |
| 5.   | Buzgó József     | Bp. Honvéd            | 5270     |
| 6.   | Tomaschof Sándor | Újpesti Dózsa         | 5253     |
| 7.   | Bárdi Róbert     | Újpesti Dózsa         | 5139     |
| 8.   | Kancsal Tamás    | Bp. Honvéd            | 5076     |
| 9.   | Déri Árpád       | Csepel SC             | 5074     |
| 10.  | Szatmári László  | Székesfehérvári Volán | 5031     |

#### Csapat
| Hely | Név                                                          | Klub                  | Eredmény |
| ---- | ------------------------------------------------------------ | --------------------- | -------- |
| 1.   | Szombathelyi Tamás, Mizsér Attila, Fáth Ferenc, Bárdi Róbert | Újpesti Dózsa         | 20 856   |
| 2.   | Buzgó József, Császári Attila, Fábián László, Fekete G       | Bp Honvéd             | 20 749   |
| 3.   | Kéri László, Kurucz Csaba, Déri Árpád, Pajor Gábor           | Csepel SC             | 19 903   |
| 4.   |                                                              | Székesfehérvári Volán | 19 311   |
| 5.   |                                                              | Gödöllői EAC          | 18 373   |
| 6.   |                                                              | MAFC                  | 18 064   |